# Уэль-Сиктях
Уэль-Сиктях — река в России, протекает по территории Булунского района республики Якутия. Длина реки — 247 км (по другим данным — 278 км), площадь водосборного бассейна — 6630 км².
Начинается при слиянии рек Ырас-Сиктях и Далдындя на западных склонах Дярдянского хребта. Течёт в западном направлении, ниже устья Хая-Аппынагы-Уэль-Сиктяха выходит на равнину, поросшую лиственничным лесом. Долина в среднем течении частично заболочена. К западу от озера Болуоттах поворачивает на север, здесь в бассейне реки находится множество озёр. Впадает в Лену напротив песков Никума. Ширина реки в нижнем течении — 104 метра, глубина — 2 метра.
Название реки происходит от якутских слов уэл — «мокрый», сиктях — «сырое место». Ихтиофауна представлена ленком, тайменем, щукой. Уэль-Ситтях имеет отличающийся от соседних рек водный режим: озера в его бассейне снижают уровень колебаний воды.
Первая терраса реки сложена песками с прослойками гальки, валунов и торфяными линзами. В долине Уэль-Сиктяха наблюдается морена Самаровского оледенения.
Из полезных ископаемых в водосборе разведаны месторождения каменного угля, нефти, артезианских вод.
В обнажениях по берегам реки найдены ископаемые остатки аммоноидей, гастропод, криноидей, пелеципод, брахиопод Bisatoceras globosum, Owenoceras involutum, Pteurotomaria (Mourlonia), Somoholites, Choristites barenzi, Linoproductus, Jacutoproductus verchoyanicus, Cyclocyclicus areniferus и других.

## Притоки
Объекты перечислены по порядку от устья к истоку.
- 22 км: Кусаган-Суоллах
- 31 км: Чомполой
- 32 км: Курунгнах
- 38 км: Селик-Юрях
- 47 км: Учюгей-Сыалах
- 62 км: Оймякон
- 89 км: Атыркан
- 103 км: Сян-Уохтах
- 110 км: Сян-Куолагай
- 123 км: Аччыгый-Айытылыкан
- 124 км: Атын-Айытылыкан
- 166 км: Тырынгнах-Далдын
- 182 км: Оюр-Юрях
- 188 км: Согуру-Не-Кукан
- 189 км: Ага-Кукан
- 216 км: Хая-Аппынагы-Уэль-Сиктях
- 228 км: Согуру-Уэль-Сиктях
- 247 км: Ырас-Сиктях
- 247 км: Далдындя

## Данные водного реестра
По данным государственного водного реестра России относится к Ленскому бассейновому округу. Код водного объекта — 18030900212117500017857.